# Bibliothèque François-Mitterrand
Bibliothèque François-Mitterrand – stacja linii nr 14 metra  w Paryżu. Stacja znajduje się w 13. dzielnicy Paryża.  Została otwarta dla pasażerów 15 października 1998 r.
W 2009 była to 7. najpopularniejsza stacja w paryskim metrze, z 15,6 mln pasażerów rocznie.